# Piazza Brembana
Piazza Brembana – miejscowość i gmina we Włoszech, w regionie Lombardia, w prowincji Bergamo.
Według danych na styczeń 2009 gminę zamieszkiwało 1267 osób przy gęstości zaludnienia 193,7 os./1 km².